# مارزينا سيشليك
مارزينا سيشليك (مواليد 21 أغسطس 1981) عارضة أزياء بولندية. فازت بلقب ملكة جمال الأرض زاكودنيوبومورسكا 2006 وفي وقت لاحق من ذلك العام توجت ملكة جمال بولونيا 2006. كانت ممثلة بولندا في مسابقة ملكة جمال العالم 2006، ظهرت في جلسة تصوير وعلى غلاف النسخة البولندية من بلاي بوي في يناير 2009.

## روابط خارجية
- مارزينا سيشليك على إنستغرام